# Anthaxia ennediana
Anthaxia ennediana es una especie de escarabajo del género Anthaxia, familia Buprestidae. Fue descrita científicamente por Descarpentries & Mateu en 1965.